# キエフ連隊

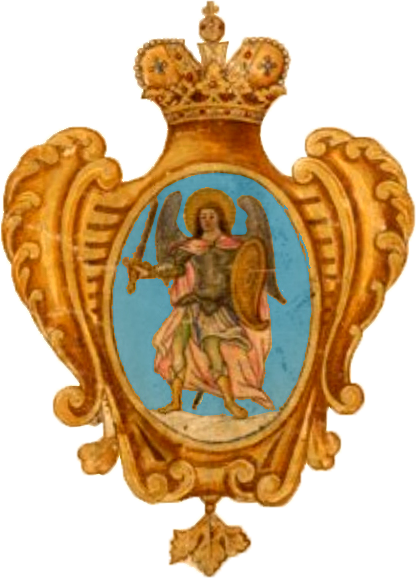
連隊の紋章。キエフ地方のシンボル聖ムィハイール大天使。

キエフ連隊（ウクライナ語：Київський полк）は、17世紀半ばから18世紀末にかけて、ドニプロ・ウクライナに位置したコサックの連隊の一つ。コサック国家の軍事・行政単位。キエフ連隊区とも。連隊庁所在地はキーウ町（1648年－1708年）とコゼレーツィ町（1709年－1782年）。連隊名はキーウに由来する。17の百人隊を含んだ。1667年に、ロシア・ツァーリ国とポーランド・リトアニア共和国によるコサック国家の分割に伴って分割され、左岸ウクライナにおいて存在しつづけた。1782年にロシア帝国によりキエフ代官地に編成された。